# Chromadorella membranata
Chromadorella membranata är en rundmaskart som först beskrevs av Heinrich Micoletzky 1922.  Chromadorella membranata ingår i släktet Chromadorella och familjen Chromadoridae. Inga underarter finns listade i Catalogue of Life.